# Sedlečko (Nalžovské Hory)
Sedlečko je osada, část města Nalžovské Hory v okrese Klatovy v Plzeňském kraji. Nachází se asi 3,5 kilometru jižně od Nalžovských Hor. Sedlečko leží v katastrálním území Otěšín o rozloze 3,03 km².

## Historie
První písemná zmínka o vesnici pochází z roku 1591.

## Obyvatelstvo
| Rok            | 1869 | 1880 | 1890 | 1900 | 1910 | 1921 | 1930 | 1950 | 1961 | 1970 | 1980 | 1991 | 2001 | 2011 | 2021 |
| -------------- | ---- | ---- | ---- | ---- | ---- | ---- | ---- | ---- | ---- | ---- | ---- | ---- | ---- | ---- | ---- |
| Počet obyvatel | 85   | 81   | 84   | 111  | 125  | 106  | 76   | 34   | 33   | 45   | 10   | 15   | 12   | 4    | 1    |
| Počet domů     | 4    | 4    | 3    | 3    | 6    | 3    | 3    | 0    | 0    | 8    | 4    | 4    | 4    | 4    | 3    |

## Obecní správa
Při sčítání lidu v letech 1900–1949 Sedlečko bylo osadou obce Miřenice v okrese Klatovy. V následujícím období byla osada úředně zrušena. V letech 1961–1975 bylo znovu částí obce Miřenice v okrese Klatovy. Od 1. ledna 1976 je částí města Nalžovské Hory v okrese Klatovy.

## Pamětihodnosti
- Panský dům Na Bahně stojí jihozápadně od obce Otěšín

## Fotogalerie

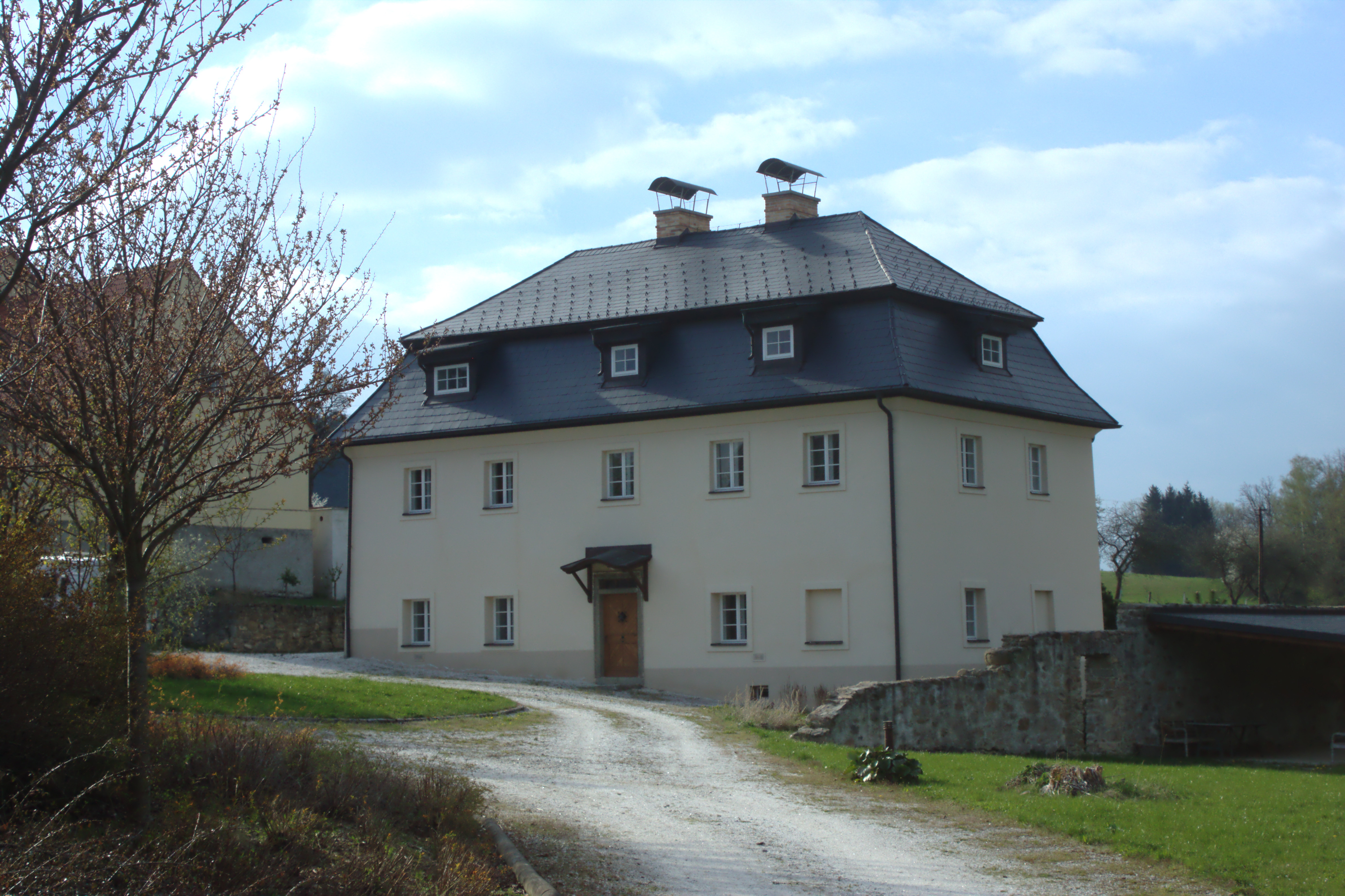
Fara
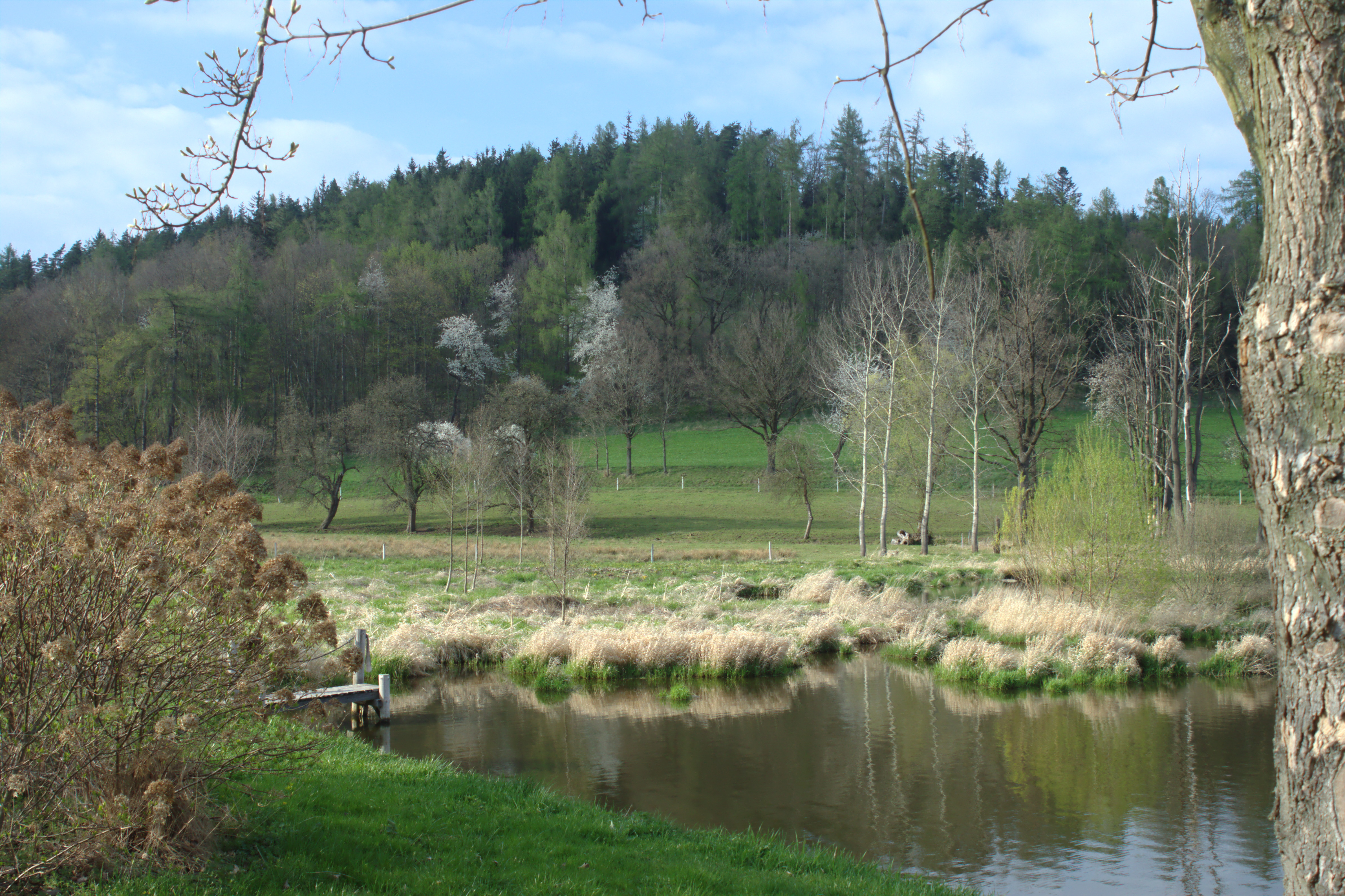
Rybník
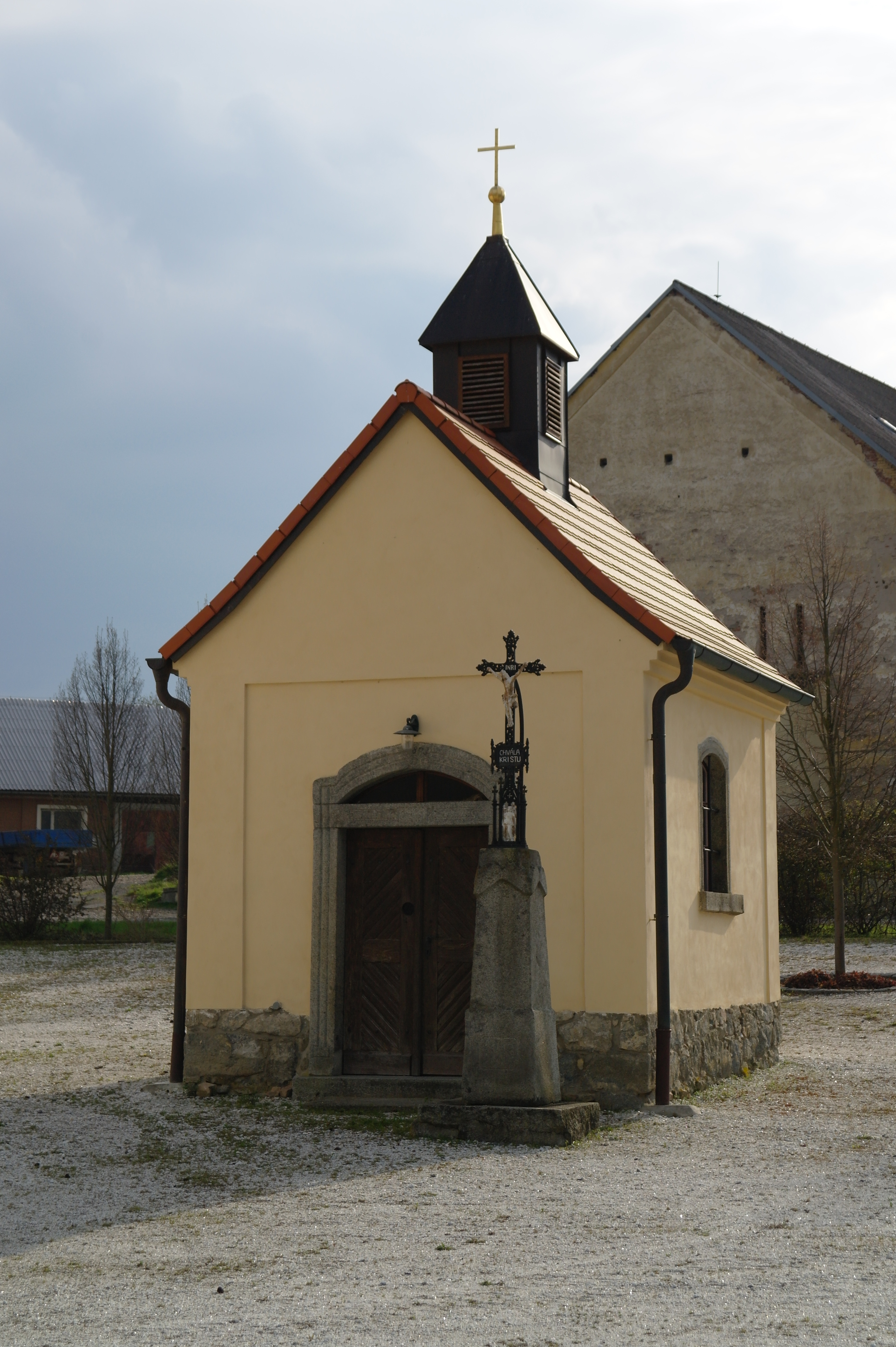
Kaple